# Xarop d'ipecacuana

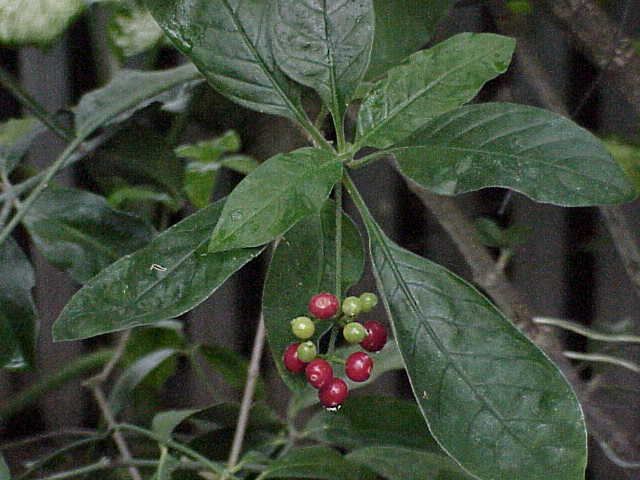
Fruits de la planta Ipeca.

El xarop d'ipecacuana és un xarop utilitzat per induir el vòmit, fet amb l'arrel de la planta brasilera Psychotria ipecacuanha . 
El seu ús emètic era conegut pels indígenes, fins i tot abans de la seva comercialització inicial per Adrien Helvetius, segons el descrit per Guilherme Pis en el seu Història naturalis Brasiliae, a partir de 1648.
S'utilitza en algunes situacions d'enverinament per certes substàncies. Recordeu que no es pot utilitzar en totes les situacions on hi ha intoxicació car els vòmits, en alguns casos, poden ser extremadament perillosos. Cal considerar el cas en què la persona intoxicada hagi consumit substàncies que ocasionen deteriorament neurològic, ja que, si s'hi administra, la persona podria tenir una broncoaspiració del vòmit. És important recordar els riscos a problemes musculars específics, així com la degeneració del múscul del cor. Utilitzat per alguns en els casos de bulímia, l'ús d'ipecacuana es recomana en casos d'enverinament o intoxicació, però el seu ús continuat pel bé de trastorns de l'alimentació pot causar lesions greus al múscul del cor; es necessita eventualment el trasplantament de cor per salvar la vida del pacient.

## Origen

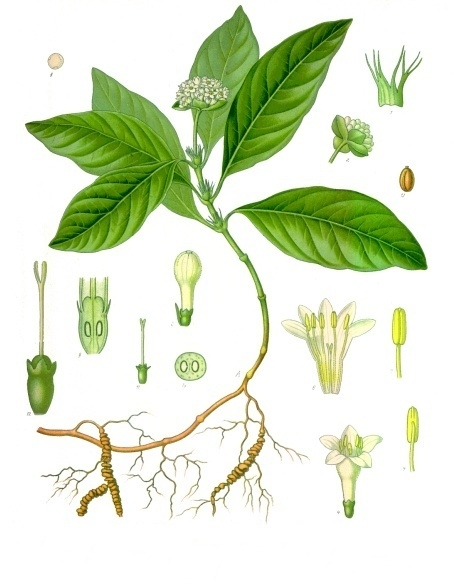
La planta Psychotria ipecacuanha.

Les plantes produeixen una àmplia gamma de productes químics, generalment sintetitzats amb el propòsit de defensa contra els microbis i paràsits i/o per dissuadir els herbívors. La ipecacuanha (Uragoga ipecacuanha Baill; Uragoga granatensis Baill; Cephaelis ipecacuanha Willd) és un arbust de fulla perenne natiu de Centre i Sud Amèrica. L'arbust es conrea al Brasil i a Malàisia. Pertany a la família de les Rubiaceae. El xarop s'extreu de la tintura de la planta que conté, entre altres substàncies, emetina, la cefelina i psicotrina que són tres alcaloides d'acció expectorant, emètics i contra la diarrea. L'Alangium lamarckii Thwaites (Alangiaceae), una planta nadiua de l'Índia, produeix alcaloides similars.

## Dades toxicològiques
L'any 1965 la FDA va aprovar la venda del producte sense prescripció mèdica. Va ser acceptada per altres associacions mèdiques sota el concepte de «producte o mètode per induir el vòmit en cas d'intoxicació».
L'any 2004, l'American Academy of Clinical Toxicologia i l'European Association of Poisons Control Centers and Clinical Toxicologists van publicar articles d'experts sobre l'ús del xarop d'ipecacuana en intoxicacions. Després d'una revisió acurada de la literatura mèdica, aquests grups van concloure que no s'ha d'administrar de manera sistemàtica xarop d'ipecacuana en el tractament de pacients intoxicats. En estudis amb diverses substàncies marcadores, els efectes beneficiosos del vòmit induït per xarop d'ipecacuana van ser molt variables i van disminuir ràpid amb el temps. Una altra preocupació va ser que, de fet, l'ús inicial d'ipecacuana pot ser contraproduent en reduir l'eficàcia d'altres tractaments ulteriors, i potser més eficaços, com l'ús de carbó activat, antídots bucals i rentat total de l'intestí. La ipecacuana sol estar indicada quan pot administrar-se a pacients alertes, conscients, en el transcurs de 60 minuts de la intoxicació.

## Mecanisme d'acció
La ipecacuana actua com a emètic per efecte irritant local a les vies digestives i també a la zona de desencadenament de quimioreceptors (chemoreceptor trigger zone, CTZ o zona gallet) a l'àrea postrema del bulb raquidi. El xarop d'aquesta substància pot ser eficaç després d'haver ingerit antiemètics com les fenotiazines. La ipecacuana produeix efectes tòxics en el cor, pel seu contingut en emetina, però normalment no constitueix un problema en el cas de les dosis utilitzades amb finalitats emètiques. Si no sorgeix el vòmit, caldrà extreure la ipecacuana per rentat gàstric.

## Dosi
La dosi oral és de 15 ml en nens de sis mesos a 12 anys, i de 30 ml en nens de més edat i adults. El vòmit potser no es produeixi si l'estómac està buit, de manera que l'administració d'ipecacuana ha d'anar seguida de la ingestió d'aigua.

## Via d'administració
És possible administrar-lo per la boca i necessita el transcurs de 15 a 30 min per produir el vòmit; és un lapse molt menor que el que sol requerir un rentat gàstric adequat.

## Abús
L'abús crònic d'aquesta substància per a la disminució de pes pot ocasionar miocardiopatia, fibril·lació ventricular i la mort. La cantant del grup The Carpenters, Karen Carpenter, va morir a causa d'un abús en el consum de xarop d'ipecacuana per a aprimar-se.